# Đảo Verde
Đảo Verde nằm dọc theo các phần của eo biển đảo Verde giữa các đảo Luzon và Mindoro, Philippines. Đó là vào năm 1988 khi một ngôi làng nhỏ được kết nối với nguồn điện thông qua nỗ lực của một dự án châu Âu sử dụng các công nghệ như tấm pin mặt trời để tự cung cấp cho hòn đảo. Kể từ đó, nó đã được Cơ quan Du lịch Philippines tuyên bố là một trong những khu bảo tồn biển của đất nước.

## Địa lý
Đảo Verde nằm ở phía nam Brgy. Ilijan, thành phố Batangas và được tách ra khỏi Luzon bằng đèo Bắc. Phải mất 1 giờ 30 phút bằng thuyền hoặc 25 phút bằng thuyền phà từ cảng thành phố Batangas để đến đảo.
Một trong những điểm đến nổi tiếng trong đảo là Mahabang Buhangin, một bãi biển cát trắng trải dài hàng km. Một cái khác là Cueva Sitio, một hang động dẫn đến phía bên kia của hòn đảo. 
Đảo Verde đã là một điểm đến cho khách du lịch và thợ lặn ở thành phố Batangas kể từ năm 1999, sau khi gia tộc Mục sư mở một khu nghỉ dưỡng P80 Million tại Brgy. San Antonio.